# Жак Ле Гофф
Жак-Луї ле Гофф (фр. Jacques-Louis le Goff, 1 січня 1924, Тулон — 1 квітня 2014, Париж) — французький історик-медієвіст, один із найяскравіших представників «Нової історії», що вийшла зі школи «Анналів», біля витоків якої стояли Марк Блок і Люсьєн Февр. Залишався вірним концепції тотальної історії. Перший директор Вищої школи суспільних наук (фр. École des hautes études en sciences sociales) (з 1975 по 1977).

## Біографія
Жак-Луї ле Гофф народився 1 січня 1924 року в місті Тулоні в родині вчителя. Навчався в гімназії в Тулоні, згодом у Марселі, а також у знаменитому Ліцеї Людовика Великого (фр. Lycée Louis-le-Grand) в Парижі. 1945 року почав вивчати історію у Вищій нормальній школі. 1950 року закінчив цей заклад з дипломом гімназіального вчителя історії. Того ж року Ле Гофф пройшов стажування в Карловому університеті в Празі.
В 1951—1952 роках навчався в Оксфордському університеті. З 1954 року працював асистентом у Лілльському університеті, а з 1958 року перейшов на наукову роботу в CNRS. У 1960 році Ле Гофф перейшов на роботу до Фернана Броделя у Практичну школу вищих досліджень, де в 1962 році став професором. З 1972 року, коли Бродель вийшов на пенсію, Ле Гофф очолив його кафедру, яка з 1975 року стала самостійною вищою школою (École des Hautes Études en Sciences Sociales). З 1977 року вийшов на пенсію. Помер 1 квітня 2014 року в Парижі.

## Наукові інтереси і погляди
Фахівець з історії XIII століття, автор біографій Людовика IX Святого і Франциска Ассизького. Агностик Ле Гофф займав нейтральну позицію між релігійною апологією та атеїстичної критикою середньовіччя. Прихильник концепції Середньовіччя як особливої цивілізації, відмінної і від античної, і від новоєвропейської. Ле Гофф розвивав концепцію єдиної Європи, зокрема своєю участю в публікації наукової серії «Будувати Європу», кожен том якої присвячений окремому аспекту спільної Європейської історії (наприклад, том «Місто в Європейській історії»).
Ле Гофф з 1967 року був одним із редакторів журналу «Аннали», головного видання однойменної школи.